# Gastromyzon zebrinus
Gastromyzon zebrinus es una especie de peces de la familia de los Balitoridae en el orden de los Cypriniformes.

## Morfología
Los machos pueden llegar alcanzar los 6,1 cm de longitud total.

## Hábitat
Es un pez de agua dulce.

## Distribución geográfica
Se encuentran en Indonesia.